# Fryčovice

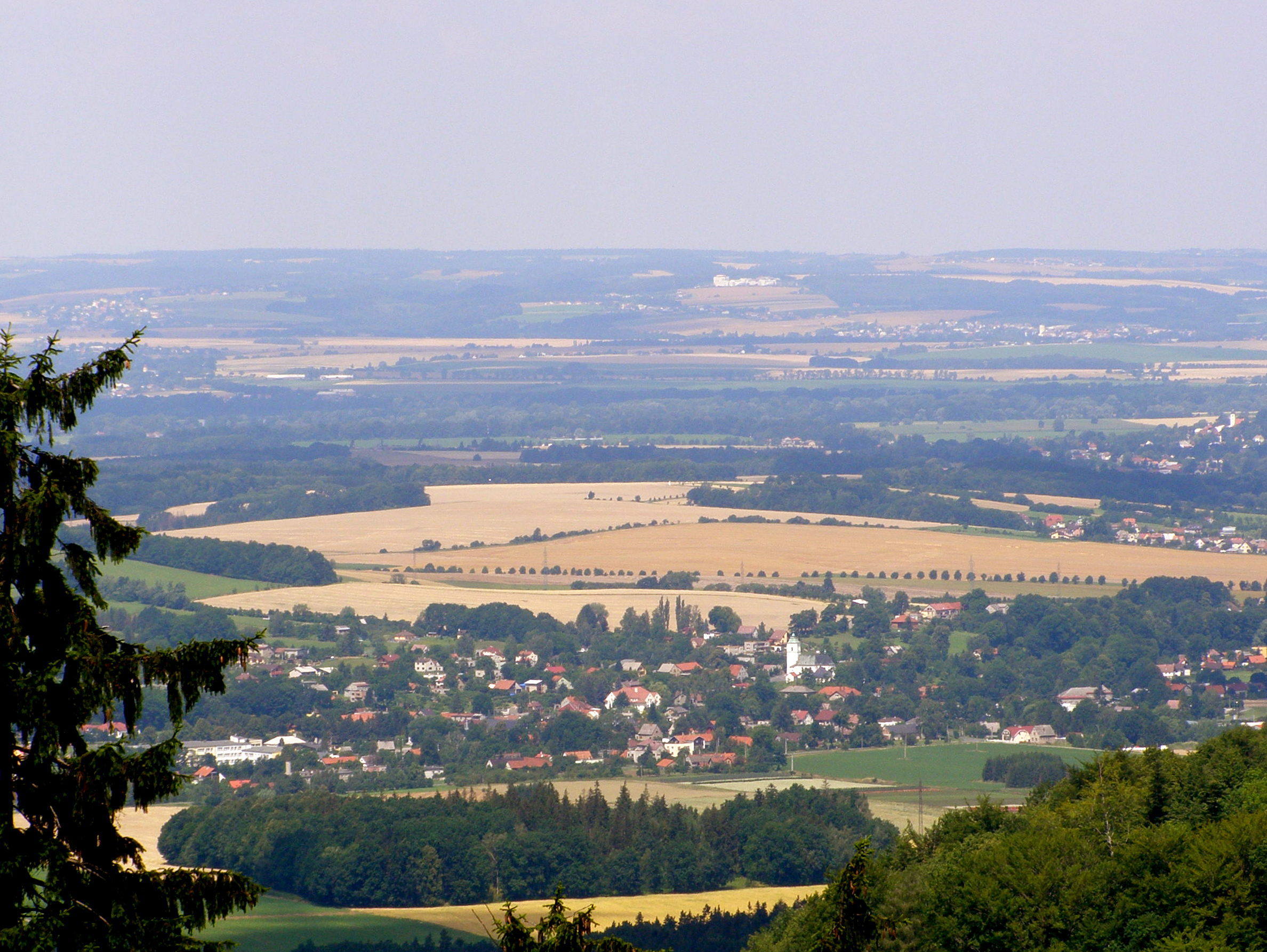
Fryčovice (2008)

Fryčovice (deutsch Fritzendorf) ist eine Gemeinde in Tschechien. Sie liegt neun Kilometer westlich von Frýdek-Místek und gehört zum Okres Frýdek-Místek.

## Geographie
Das Waldhufendorf Fryčovice erstreckt sich auf einer Länge von vier Kilometern beiderseits der Ondřejnice im Beskidenvorland. Westlich erhebt sich der Sovinec (354 m, Fritzendorfer Berg). Südlich des Dorfes verläuft die E 462/Staatsstraße 48 zwischen Příbor und Frýdek-Místek.
Nachbarorte sind Brušperk und Ptáčník im Norden, Staříč im Nordosten, Chlebovice im Osten, Krnalovice im Südosten, Rychaltice im Süden, Hájov, Příbor und Klokočov im Südwesten, Kateřinice im Westen sowie Trnávka und Chabičov im Nordwesten.

## Geschichte
Nachdem der Olmützer Bischof Bruno von Schauenburg um 1255 die Burg Hochwald von Frank von Hückeswagen erworben hatte, ließ er die großen Waldgebiete der Herrschaft Hochwald durch deutsche Kolonisten besiedeln. Zwischen 1258 und 1267 ließ der Bischof das nach seinem Lokator Fritz als Fritzendorf benannte Dorf nach dem Muster fränkischer Dörfer anlegen. Erstmals urkundlich erwähnt wurde Fritzendorf 1267 im Testamentus Brunnonis im Zuge der Berufung von vier neuen Kanonikern an die Olmützer Kathedrale, denen er 60 Hufen des Ortes überließ. 1270 übertrug der Bischof dem Ort Magdeburger Recht.
Seit der Mitte des 14. Jahrhunderts ist die Pfarrkirche nachweisbar. Durch den Ort führte die Verbindungsweg von Hochwald nach Braunsberg. Zu Beginn des 18. Jahrhunderts bestand das Dorf aus 181 Häusern und hatte 1197 Einwohner. 1775 entstand im Dorf eine eigene Pfarrschule, bis dahin wurden die Kinder in Braunsberg unterrichtet. Während der Herrschaft Josephs II. entstand auf den kirchlichen Gütern 1789 die Ansiedlung Ptáčník.
Bis zur Aufhebung der Patrimonialherrschaften blieb der Ort, der im Laufe seiner Geschichte auch als Vreccendorf, Fritschendorf, Fritschowitz und Fryčovice bezeichnet wurde, als Teil der Herrschaft Hochwald im Besitz der Olmützer Bischöfe. Die Bewohner lebten von der Landwirtschaft und die Wasserkraft der Ondřejnice wurde zum Antrieb von Mühlen genutzt.
Ab 1850 bildete Fryčovice eine Gemeinde im Bezirk Místek.
1950 wurde Ptáčník eingemeindet. Seit 1961 gehört Fryčovice zum Okres Frýdek-Místek.

## Gemeindegliederung
Die Gemeinde Fryčovice besteht aus den Ortsteilen Fryčovice (Fritzendorf) und Ptáčník (Ptacznik).

## Sehenswürdigkeiten
- Pfarrkirche der Mariä Himmelfahrt, seit 1335 nachweisbar